# 亨特利 (明尼蘇達州)
亨特利（英語：Huntley）是位於美國明尼蘇達州法里博縣的一個非建制地區。

## 歷史
亨特利的郵局於1879年設立，營運至今。此地得名自早期定居者亨利·M·亨廷頓（Henry M. Huntington）。

## 地理
亨特利所處的海拔為高於海平面334米（即1096英呎），而該地所採用的時區為UTC-6，即北美中部時區（CST）。同時該地設有夏令時間，為UTC-6調快一小時，即UTC-5（CDT）。